# Prisco (generale bizantino)
Prisco (VI secolo – 613) è stato un generale bizantino.

## Biografia

### Sotto Maurizio

Mappa della frontiera bizantino-persiana.

Prisco compare per la prima volta nelle fonti storiche quando gli fu affidato, alla fine del 587 o agli inizi del 588, il comando delle truppe impegnate sul fronte orientale contro i Persiani con la carica di magister militum per Orientem, sostituendo Filippico. Raggiunse l'Oriente solo in primavera, e assunse il comando a Monocarton ad aprile. Prisco si trovò immediatamente nei guai con i soldati: il suo comportamento altezzoso e scostante lo rese impopolare, e, all'annuncio di un decreto dell'imperatore Maurizio con cui il soldo era ridotto di un quarto, i soldati si ammutinarono il giorno di Pasqua, il 18 aprile 588. Prisco non solo non riuscì a riportare l'ordine, ma fu assalito e costretto alla fuga a Costantina, mentre i soldati elessero il dux di Fenicia, Germano, come loro comandante. I tentativi di Prisco da Costantina di calmare i soldati facendo uso dei vescovi locali come mediatori e abrogando il decreto fallirono. Filippico fu reintegrato al comando da Maurizio, mentre Prisco fece ritorno a Costantinopoli.
Nonostante tale insuccesso, nella stessa estate fu nominato magister militum per Thracias, e gli fu affidato il compito di condurre una campagna militare contro gli Avari alla testa di un esercito improvvisato. Il suo vice (hypostrategos) Salviano con 1 000 cavalieri fu inviato a occupare i passi dei Monti Haemus, ma dopo due soli giorni fu costretto a ritirarsi dalla superiorità numerica degli Avari. Gli Avari saccheggiarono la città di Anchialos, ma il tentativo di assedio di Drizipera fu sventato e gli Avari si risolsero a marciare verso sud, raggiungendo Heraclea Perinthus e tagliando fuori le truppe di Prisco da Costantinopoli. Aggirato, Prisco si ritirò a Tzurullum, dove fu assediato dagli Avari. Lo storico del VII secolo Teofilatto Simocatta riporta che, dopo alcuni giorni, Prisco escogitò uno stratagemma per costringere gli Avari al ritiro: fece sì che una delle sue guardie, che avrebbe dovuto fingere di essere in marcia per consegnare a Prisco una lettera in realtà fasulla con cui Maurizio informava il generale bizantino di un attacco via mare nei territori avari, fosse catturato dal nemico, in modo tale che questi leggesse la missiva. Il khagan avaro, convintosi che la lettera fosse vera, si affrettò a ritirarsi nei propri territori; concluse una tregua in cambio del rinnovo del tributo annuale. La storia del XII secolo di Michele il Siro fornisce la cifra di 800 libbre d'oro (all'incirca 60 000 solidi), una somma notevolmente inferiore ai 100 000 solidi concordati nel 584. Gli Avari ritornarono nei loro territori, mentre Prisco congedò il suo esercito e fece ritorno a Costantinopoli. Prisco, in ogni caso, cadde in disgrazia nei confronti di Maurizio e rimase inattivo per alcuni anni. Intorno al 593, ritornò nelle grazie dell'Imperatore, come conferma una lettera di congratulazioni scritta da Gregorio Magno. La lettera del Papa attesta inoltre che a quell'epoca a Prisco era già stato conferito il titolo onorario supremo, quello di patrikios.

Mappa dei Balcani settentrionali durante il VI secolo.

Nella primavera del 593, Prisco fu riassunto al comando della cavalleria in Tracia, con Gentzon posto al comando della fanteria. Prisco, essendo quello di grado più elevato dei due, deteneva anche il comando supremo delle truppe traci. Entrambi i generali marciarono fino a Dorostolon sul Danubio, e condussero una vittoriosa campagna militare contro le tribù slave che si stavano preparando ad attraversare il fiume sotto il comando dei loro capi Ardagasto e Musocio. Attraversando il fiume, entrambe le armate slave furono annientate in attacchi notturni a sorpresa. Al contempo, tuttavia, Prisco aveva litigato con i suoi uomini sulla spartizione del bottino, soprattutto per via della porzione considerevole di esso che Prisco aveva riservato alla famiglia imperiale. Prisco riuscì comunque a placare i soldati, e il bottino fu portato nella capitale con una scorta. Maurizio, inoltre, inviò ordini all'esercito affinché svernasse a nord del fiume, provocando il malcontento tra le truppe che minacciavano la rivolta. Prisco decise di non eseguire l'ordine dell'imperatore e attraversò di nuovo il fiume per svernare lungo la sua riva meridionale. Nell'autunno del 593 Prisco fu destituito dal comando e sostituito dal fratello di Maurizio, Pietro. Prima che quest'ultimo potesse assumere il comando, tuttavia, Prisco concluse una tregua con il khagan, al quale restituì tutti i prigionieri Avari, all'incirca 5 000 in totale, atto per il quale fu criticato da Maurizio.
Verso la fine del 594, tuttavia, in seguito a una pesante sconfitta subita da Pietro contro gli Slavi, Prisco fu ancora una volta nominato magister militum per Thracias, mantenendo la carica per diversi anni. Nel 595, marciò fino al Danubio, attraversando il fiume e marciando lungo la sua riva settentrionale fino a Novae, malgrado le proteste del khagan. Ivi fu informato che Singidunum era stata presa dagli Avari. Salpò con la sua armata in direzione della città e, in seguito a vane negoziazione faccia a faccia con il khagan, inviò il taxiarches Guduino a riconquistarla. Gli Avari, avendo raso al suolo le mura della città, la abbandonarono all'avvicinarsi dell'armata bizantina. Successivamente gli Avari lanciarono un'incursione contro la Dalmazia. Guduino fu inviato con 2 000 uomini per seguirli. Riuscì a tendere un'imboscata al distaccamento avaro carico di bottino, lo recuperò e lo spedì a Prisco. In seguito a tali eventi, il khagan decise di rivolgere le sue incursioni a ovest contro i Bavari e i Franchi, evitando di invadere i territori bizantini fino all'estate del 597. Nonostante ciò, Prisco e la sua armata rimasero in attesa lungo la frontiera danubiana.

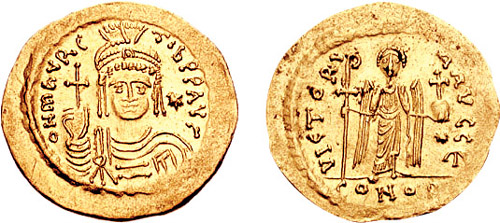
Un solidus d'oro dell'imperatore Maurizio (r. 582–602).

Quando gli Avari ripresero le operazioni nell'autunno 597 con un'imponente invasione, sembrerebbero aver colto alla sprovvista Prisco, che stava probabilmente operando con il proprio esercito nella Stara Planina orientale. Essi avanzarono rapidamente, riuscendo addirittura a circondare e assediare Prisco e le proprie truppe nel porto di Tomi, fino all'avvicinarsi di un esercito reclutato da poco sotto il comando di Comenziolo che li costrinse ad abbandonare l'assedio il giorno di Pasqua, il 30 marzo 598. Prisco, tuttavia, rimase misteriosamente inattivo, e l'esercito, privo di esperienza, di Comenziolo subì un rovescio in battaglia. Gli Avari avanzarono verso sud penetrando in Tracia, costringendo Maurizio a munire di guarnigione il Muro anastasiano per prevenire un attacco a Costantinopoli. L'esercito avaro, tuttavia, fu decimato dalla peste, per cui venne rapidamente a patti con l'Impero, accettando di ritirarsi oltre il Danubio in cambio dell'aumento del tributo annuale a 120 000 solidi. I Bizantini non persero tempo per raggruppare le proprie truppe, e nell'estate del 599, due armate sotto il comando di Prisco e di Comenziolo si diressero ad ovest lungo il Danubio. A Viminacium, Comenziolo cadde malato e Prisco assunse il comando supremo dell'intero esercito impiegato nella campagna militare. La sua armata attraversò il fiume, e combatté tre battaglie consecutive in soli dieci giorni. Le tre battaglie furono tutte vinte dai Bizantini, che, secondo il resoconto di Teofilatto Simocatta, uccisero complessivamente 28 000 barbari, tra cui alcuni dei figli del khagan. Prisco inseguì il khagan in fuga e invase la Pannonia. Ivi fu combattuta una quarta battaglia nei pressi del fiume Tisza, e anch'essa fu vinta dai Bizantini. Il giorno successivo, Prisco inviò delle truppe in ricognizione attraverso il fiume, che attaccarono tre insediamenti Gepidi cogliendoli di sorpresa. Secondo Simocatta, 30 000 soldati nemici furono uccisi e furono molti i prigionieri. Diciannove giorni dopo, si combatté una nuova battaglia presso il Tisza, che terminò con una decisiva vittoria bizantina: gli Avari e soprattutto i loro alleati slavi subirono perdite rilevanti, e Prisco fece prigionieri 3 000 Avari, 8 000 Slavi e 6 200 barbari di altra stirpe, che furono spediti a sud per essere venduti come schiavi. Maurizio, che non si era ancora reso conto della portata della vittoria del suo esercito, ordinò la loro liberazione intendendola come gesto di benevolenza nei confronti del khagan. Nonostante ciò, la campagna militare di Prisco rimase comunque un'azione notevole di difesa aggressiva. Secondo Michael Whitby, il principale studioso moderno del regno di Maurizio, era "senza precedenti nel VI secolo" per quanto concerne la frontiera danubiana, e decise sostanzialmente la guerra per Bisanzio.
In seguito a tale successo, Maurizio intendeva consolidare il controllo romano sui Balcani ripopolandoli con coloni Armeni ai quali sarebbero state assegnate delle terre in cambio del servizio militare. A tal fine, Prisco fu inviato in Armenia per reclutare uomini e le loro famiglie. La sua missione ivi, tuttavia, fu interrotta da una rivolta militare a larga scala che portò alla caduta di Maurizio. Nel 602, Maurizio ordinò ancora una volta alle proprie truppe sulla frontiera danubiana di svernare a nord del fiume. Per l'ennesima volta ciò provocò un malcontento diffuso, e quando Pietro, che aveva preso il posto di Prisco, rifiutò di acconsentire alle loro richieste, scoppiò un ammutinamento generale. L'esercito in rivolta scelse uno di loro, Foca, come il loro nuovo comandante e marciò fino a Costantinopoli. Maurizio, privo delle risorse necessarie per fermare gli insorti, dovette fuggire, ma fu catturato con la propria famiglia e fu giustiziato da Foca, che divenne il nuovo imperatore.

### Sotto Foca

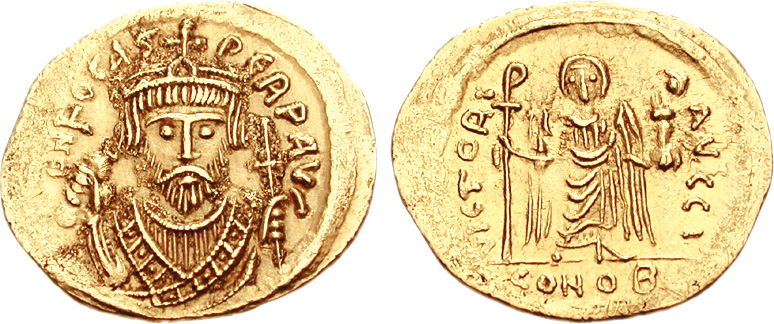
Un solidus d'oro dell'imperatore Foca (r. 602–610).

A causa della sua assenza da Costantinopoli all'epoca della presa al potere di Foca, nonché in virtù della notevole popolarità goduta tra i soldati, Prisco fu l'unico dei generali dello stato maggiore al servizio di Maurizio a rimanere in carica anche sotto il nuovo regime, mentre Comenziolo e Pietro furono giustiziati e Filippico venne rinchiuso in un monastero. Una possibile spiegazione di ciò potrebbe essere il fatto che, stando a quanto riportato dallo storico posteriore Paolo Diacono, non è da escludere basandosi su fonti compilate agli inizi del VII secolo, Foca aveva in precedenza servito Prisco in qualità di scudiero. In ogni caso, Prisco fu in breve tempo annoverato tra i principali sostenitori del nuovo regime. Nell'inverno del 602/603, ricevette la carica di comes excubitorum, cioè comandante della guardia del corpo imperiale. Nel 607, inoltre, sposò la figlia di Foca, Domezia, diventando l'effettivo erede al trono, non avendo l'imperatore avuto figli maschi. Tuttavia, nei giochi svoltisi all'Ippodromo di Costantinopoli per celebrare l'evento, Foca reagì violentemente alla vista dei ritratti di Prisco e Domenzia portati a fianco al suo dai cittadini. Da quel momento in poi, tramandano i cronisti bizantini, Prisco per tutta risposta cominciò a tramare contro Foca.
Il governo di Foca mancava di legittimità e in breve tempo perse il supporto da parte della popolazione e delle élite dell'Impero bizantino. Foca perse ulteriormente prestigio allorquando le truppe bizantine cominciarono a patire le prime sconfitte contro i Persiani dello scià sasanide Cosroe II (r. 590–628) che aveva dichiarato guerra all'Impero bizantino nel 602/603 con il pretesto di vendicare l'esecuzione di Maurizio. Secondo una tradizione posteriore, Prisco inviò una lettera all'Esarca d'Africa, Eraclio il Vecchio, istigandolo alla rivolta. Non è da escludere che si tratti di un'invenzione posteriore, ma se la notizia fosse fondata, implicherebbe che Foca avesse i suoi oppositori finanche all'interno della stessa Costantinopoli. In ogni caso, nel 608 l'Africa insorse, e il figlio dell'esarca, Eraclio il giovane, fu inviato contro Costantinopoli alla testa di una flotta. Eraclio sbarcò indisturbato nel sobborgo di Hebdomon il 3 ottobre 610 e marciò verso la capitale, dove erano scoppiate delle rivolte in suo favore. in questo frangente, Prisco si finse malato, e si ritirò nella propria residenza nel quartiere Boraïdou, dove assembrò gli excubitores e la propria milizia privata (bucellarii), privando in questo modo Foca della sua principale fonte di supporto armato. Secondo quanto narra Giovanni di Nikiu Prisco avrebbe inoltre protetto le donne facenti parte della famiglia di Eraclio da eventuali rappresaglie di Foca.

### Sotto Eraclio

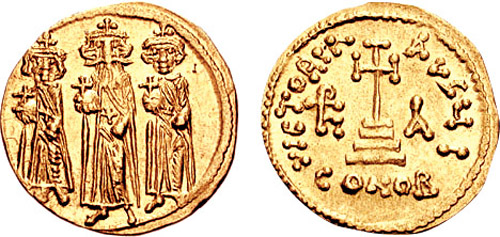
Un solidus d'oro dell'Imperatore Eraclio I (r. 610–641).

In seguito alla caduta di Foca, Eraclio divenne imperatore di Bisanzio. Il Patriarca Niceforo afferma nella sua Breve Storia che la corona fu offerta in un primo momento a Prisco, che tuttavia la rifiutò. Essendo comandante degli excubitores, protopatrikios (primo tra i patrizi) e uno dei pochi influenti ufficiali di grado elevato con legami con i regimi passati, Prisco costituiva una minaccia potenziale per Eraclio. Nonostante ciò, dovendo fronteggiare una situazione critica sul fronte orientale, dove i Persiani stavano avanzando minacciosamente e stavano compiendo incursioni in Anatolia, Eraclio nell'autunno del 611 affidò il comando dell'esercito anatolico a Prisco. Il generale persiano Shahin aveva nel frattempo espugnato Cesarea in Cappadocia, ma fu subito dopo assediato ivi da Prisco. Lo stesso imperatore Eraclio decise di visitare l'accampamento dell'esercito a Cesarea nel corso dell'inverno, ma Prisco rifiutò di incontrarlo, adducendo una malattia come pretesto. Eraclio si offese per questo atto, considerandolo un affronto, e quando Shahin e la sua armata riuscirono a sfuggire al blocco nel corso dell'estate, Eraclio richiamò Prisco a Costantinopoli, con il pretesto del battesimo del figlio dell'imperatore bizantino, Eraclio Costantino, del quale il generale avrebbe dovuto essere il padrino. Tuttavia, subito dopo il suo arrivo nella capitale, fu destituito dalla carica di comes excubitorum, che andò al cugino di Eraclio Niceta, mentre il comando delle truppe di stanza in Anatolia andò all'altro generale di Maurizio ancora superstite, Filippico, che accettò di tornare al comando dell'esercito dopo un periodo di pensionamento. Prisco fu portato al cospetto del Senato bizantino e fu accusato di tradimento da Eraclio, per poi essere costretto alla tonsura e a farsi monaco il 5 dicembre 612 e confinato nel Monastero della Chora, dove morì nel 613.

## Giudizi
Prisco viene considerato un condottiero militare abile e versatile. In molte occasioni, le sue operazioni contro gli Slavi seguono le prescrizioni del più influente manuale militare bizantino, lo Strategikon, attribuito all'imperatore Maurizio. Malgrado la reputazione di essere severo e inflessibile nell'imporre la disciplina ai soldati e l'atteggiamento distante che portò all'ammutinamento del 588, nelle campagne successive si dimostrò abile nel negoziare con i soldati e calmare il loro scontento. Tale sua abilità emerse anche nel corso delle campagne contro il khagan. Ad esempio, durante l'assedio di Tomi del 598, Prisco riuscì a persuadere gli Avari a rifornire di grano l'esercito bizantino, che pativa la carenza di cibo. Come commenta lo studioso Walter Kaegi, la politica di Prisco attuata per difendere la frontiera danubiana consisteva nel mantenere la pace con il khagan "tramite negoziazioni astute", permettendogli di concentrarsi contro gli Slavi che saccheggiavano i territori imperiali.
La principale fonte bizantina per il periodo, le Storie di Teofilatto Simocatta, mostra un marcato pregiudizio in favore di Prisco, soprattutto per quanto concerne il resoconto delle campagne balcaniche, in cui gli altri generali vengono denigrati o ingenerosamente descritti come degli incompetenti, con i loro risultati regolarmente sminuiti, mentre i successi di Prisco vengono esaltati e le sue sconfitte omesse. Per spiegare tale pregiudizio, è stata avanzata l'ipotesi che Teofilatto Simocatta avesse usato come fonte un registro semiufficiale delle campagne militari compilato all'epoca dell'Imperatore Foca, quando Prisco era al culmine del favore imperiale, mentre la maggior parte dei suoi rivali erano stati o giustiziati o esiliati.